# ستيف ديكسترا
ستيف ديكسترا هو لاعب هوكي جليد كندي، ولد في 1 ديسمبر 1962 في إدمونتون في كندا.

## وصلات خارجية
- ستيف ديكسترا على موقع دوري الهوكي الوطني (الإنجليزية)
- ستيف ديكسترا على موقع قاعة مشاهير الهوكي (لاعب أن.إتش.أل) (الإنجليزية)
- ستيف ديكسترا على موقع EliteProspects.com (الإنجليزية)
- ستيف ديكسترا على موقع HockeyDB.com (الإنجليزية)
- ستيف ديكسترا على موقع Hockey-Reference.com (الإنجليزية)